# Annica Risberg
Annica Risberg, egentligen Annika Margareta Risberg, under en period Malm, född 27 mars 1941 i Engelbrekts församling i Stockholm, är en svensk sångare och skådespelare. 

## Biografi
Annica Risberg är dotter till dragspelaren Thore Risberg och Ella Margareta, ogift Lennbom. Vid 16 års ålder blev hon tvåa i Aftontidningens talangjakt Ungdom med Ton och när Scalateatern gav musikalen Stoppa världen 1963 ingick hon i kören.
Annika Risberg skivdebuterade 1958. På EP-skivan fanns svenska versioner av "Oh Baby" och "Peggy Sue" som Buddy Holly haft stora framgångar med. Under 1958-1960 spelade hon in åtta EP-skivor, men därefter stannade skivkarriären tillfälligt upp. I stället sökte hon sig till teaterscenen och gick på Calle Flygares teaterskola och uppträdde bland annat på Hamburger börs tillsammans med Margaretha Krook. Hon hade redan 1959 revydebuterat i Fly mig en greve med Carl-Gustaf Lindstedt och Arne Källerud.
Men 1967 bildade hon gruppen Annikas, som fick två låtar på Svensktoppen, "I morgon klockan Två" 1967 och "La-la-la", den svenska versionen av Spaniens vinnarlåt i ESC 1968.
Under 1970-talet var hon en av landets mest produktiva bakgrundssångerskor såväl på skiva som på scen. Hon samarbetade ofta med Kerstin Dahl och Kerstin Bagge i gruppen Dolls men har också utgivit egna skivor. Hon hade en svensktoppshit Sommaren med dig 1975. Den fanns med på listan i 11 veckor och nådde som bäst en tredjeplats. Samma år vann hon Östersjöfestivalen i Karlshamn, ett slags Melodifestival där Östersjöstaterna deltog.
1978 gjorde hon en LP-skiva tillsammans med Staffan Broms och Ove Lind och 1985 kom LP:n Mjukdans tillsammans med jazzgitarristen Rune Gustafsson. 
Annica Risberg har varit programvärd på Skansen samt verkat inom Försvarets fältartistförmedling.
Hon samarbetar med Yngve Stoor på en rad skivproduktioner och gav 2004 ut en skiva tillsammans med Christer Eidebo, men har också samarbetat med artister som Olle Widestrand, Lars Ek och Sten-Åke Cederhök.
Annica Risberg var 1964–1975 gift med Leif Malm (född 1934) och 1989–1990 med Bengt Meder (född 1941). Barnen Eva Hagberg (född 1965) och Fredrik Malm (född 1968) har medverkat på skivan Smått å gott – 26 barnvisor tillsammans med modern.
Annica Risberg tilldelades Musikerförbundets pris Studioräven 2018.

## Filmografi
- 1976 – Agaton Sax och Byköpings gästabud
- 1978 – Min lilla åsna
- 1981 – Sopor
- 2018 – Mary Poppins kommer tillbaka